# Sicilo-Sarde
La Sicilo-Sarde (anglais : Tunisian Milk Sheep) est une race de mouton domestique de Tunisie. Seule race laitière du pays, on la trouve essentiellement dans les gouvernorats de Bizerte et de Béja.

## Origine
La Sicilo-Sarde est créée au début du XXe siècle par croisement de deux races originaire du sud de l'Italie : la Sarde et la Comisana (en).

## Description
C'est un mouton de taille moyenne, de couleur unie, en général blanche, mais des animaux bruns, noirs ou gris peuvent également être trouvés. En moyenne, la brebis mesure 50 cm au garrot pour 45 kg et le bélier peut atteindre 80 cm pour 75 kg,.

## Élevage et production
La race est principalement élevée pour le lait mais aussi pour sa viande d'agneau. Deux systèmes d'élevage sont employés en fonction de la taille des troupeaux : l'élevage semi-intensif pour un grand nombre d'animaux et l'élevage extensif pour les plus petits troupeaux. La saillie a lieu au printemps avec une mise bas entre août et novembre. Cela permet d'obtenir une lactation de 120 à 150 jours, entre septembre et juin. C'est une race fertile mais à la prolificité moyenne. Les brebis ont un ou deux agneaux et peuvent donner entre 50 et 100 litres de lait. Une brebis fournit entre 0,4 et 0,8 l par jour. Le lait a une teneur de 6,85 % de matières grasses et 6 % en protéines. Il sert à la fabrication de fromages : Sicilien de Béja (fromage frais de lait cru), Fromage cuit Tayeb (meules de fromage cuit), fromage affiné de Béja, Rigouta de Béja (fromage frais artisanal) mais aussi un yaourt au lait de brebis.

### État de la population
En 1990, la population de la race avoisine les 250 000 têtes. La Sicilo-Sarde fait partie des races laitières méditerranéennes les moins productives. Son manque de rentabilité, la privatisation des fermes d'État et le choix politique de développer la filière de production laitière bovine ont poussé les éleveurs à se détourner de ce type de mouton. Les effectifs chutent brutalement dans les années 1990 pour atteindre 20 000 têtes en 2005,.
La réorganisation de la filière et une revalorisation du prix du lait ont permis de sauvegarder la race et de relancer l'intérêt pour celle-ci.

#### Ouvrages
- (en) Valerie Porter, Lawrence Alderson, Stephen J.G. Hall et D. Phillip Sponenberg, Mason's World Encyclopedia of Livestock Breeds and Breeding, CABI, 2016, 1200 p. (ISBN 978-1-8459-3466-8, BNF 45071728, lire en ligne), p. 936-937.

#### Articles
- [Aloulou 2018] Rafik Aloulou, Pierre-Guy Marnet et Youssef M'Sadak, « Revue des connaissances sur la micro-filière ovine laitière en Tunisie : état des lieux et perspectives de relance de la race Sicilo-Sarde », Biotechnologie, Agronomie, Société et Environnement,‎ 2018, p. 188-198 (ISSN 1370-6233, DOI 10.25518/1780-4507.16499, lire en ligne, consulté le 21 octobre 2020). .
- (en) Moez Ayadi, Xavier Such, N. Ezzehizi, Mohamed Zouari, Taha Najar, Moncef Ben M'Rad et Ramon Casals, « Relationship between mammary morphology traits and milk yield of Sicilo-Sarde dairy sheep in Tunisia », Small Ruminant Research, vol. 96, no 1,‎ mars 2011, p. 41-45 (ISSN 0921-4488, DOI 10.1016/j.smallrumres.2010.10.013, lire en ligne, consulté le 21 octobre 2020).
- Moncef Hammami, Hamadi Rouissi, Houcine Selmi, Boulbaba Rekik et Abderrahmene Ben Gara, « Étude de la production laitière de la brebis Sicilo-Sarde complémentée par un concentré local », Options Méditerranéennes,‎ 2011, p. 151-153 (ISSN 1022-1379, lire en ligne [PDF], consulté le 21 octobre 2020).
- Ouzinisonia Mâatoug, Anissa Aouechri, Meriem Abidi et Mohamed Lamjed Marzouki, « Conduite de l'élevage ovin laitier en Tunisie : contraintes et possibilités d'amélioration », Nature & Technologie,‎ janvier 2015, p. 11-15 (ISSN 2437-0320, lire en ligne [PDF], consulté le 21 octobre 2020).